# Landgericht Wien
Das Landgericht Wien war ein deutsches Landgericht in Österreich in der Zeit des Nationalsozialismus von März 1939 bis 1945.
Das Landgericht Wien wurde „VO zur Änderung der Gerichtsgliederung im Lande Österreich“ vom 13. April 1939 gebildet.
Am Tag zuvor waren rund 65.000 Soldaten der Wehrmacht und Polizisten – teils schwer bewaffnet – auf Befehl von Adolf Hitler in Österreich einmarschiert; am 13. März fand der Anschluss Österreichs an das nationalsozialistische Deutsche Reich statt.
Das Landgericht Wien übernahm die Aufgaben des Landesgerichts für Zivilrechtssachen Wien, der Landesgerichte für Strafsachen Wien I und II, des Handelsgerichtes Wien und des Jugendgerichtshofs.
Darunter waren folgende Amtsgerichte eingerichtet:
| Amtsgericht                 | Sitz                  |
| --------------------------- | --------------------- |
| Amtsgericht Bruck           | Bruck                 |
| Amtsgericht Döbling         | Döbling               |
| Amtsgericht Favoriten       | Favoriten             |
| Amtsgericht Floridsdorf     | Floridsdorf           |
| Amtsgericht Fünfhaus        | Fünfhaus              |
| Amtsgericht Groß-Enzersdorf | Groß-Enzersdorf       |
| Amtsgericht Hainburg        | Hainburg an der Donau |
| Amtsgericht Hernals         | Hernals               |
| Amtsgericht Hietzing        | Hietzing              |
| Amtsgericht Klosterneuburg  | Klosterneuburg        |
| Amtsgericht Liesing         | Liesing               |
| Amtsgericht Mödling         | Mödling               |
| Amtsgericht Neusiedl        | Neusiedl am See       |
| Amtsgericht Purkersdorf     | Purkersdorf           |
| Amtsgericht Schwechat       | Schwechat             |
| Amtsgericht Wien            | Wien                  |

## Hinrichtungen im Landgericht
Bis 1919 wurden im „Galgenhof“ 97 Personen hingerichtet. Während des Austrofaschismus (1934–38) wurden zwischen 1934 und 1938 etwa 20 Personen gehängt. Nach dem „Anschluss“ Österreichs im März 1938 wurde ein eigener Hinrichtungsraum innerhalb des Gebäudes eingerichtet und mit einer Guillotine ausgestattet. Am 6. Dezember 1938 fand die erste Hinrichtung der Giftmörderin Karoline Marek statt. Bis zur letzten Hinrichtung am 4. April 1945 wurden vor allem Widerstandskämpferinnen und -kämpfer gegen das NS-Regime überwiegend wegen „Hochverrat“ und „Wehrkraftzersetzung“ ermordet, insgesamt etwa 1.200 Personen. Bis zum Jahr 1943 war das Landgericht I auch Hinrichtungsort der Oberlandesgerichtsbezirke Graz und Brünn, daher wurden auch Steirer, Burgenländer und kärntnerisch-slowenische Widerstandskämpfer und kämpferinnen hier exekutiert. 
Die zwischen 1942 und 1945 hingerichteten Personen wurden auf dem Wiener Zentralfriedhof in der Gruppe 40 in Schachtgräbern anonym beerdigt, nachdem sie zuvor an das Anatomische Institut der Universität Wien übergeben worden waren. Zwischen Landesgericht und der Friedhofsverwaltung gab es die Abmachung, dass die Leichen der Hingerichteten heimlich zum Zentralfriedhof gebracht wurden; die Leichentransporte wurden mit speziellen Straßenbahn-Lastwaggons durchgeführt. Die Friedhofsverwaltung wurde davon jeweils am Tage der Urteilsverkündigung in Kenntnis gesetzt.

## Nachkriegszeit
Mit dem Gesetz zur Wiederherstellung der österreichischen Gerichtsorganisation (Gerichtsorganisationsgesetz 1945 – GOG 1945) wurde die am 13. März 1938 bestandene Organisation der Gerichte, staatsanwaltschaftlichen Behörden und sonstigen Justizanstalten Österreichs wiederhergestellt und das Landgericht Wien damit aufgelöst.